# Овечки Холли и Долли
«Овечки Холли и Долли» — российский мультсериал 2009—2013 годов. Мультфильм создан студией «Мастер-фильм». В 2011 году внесён попечительским советом Фонда поддержки российского кино в перечень анимационных проектов.

## Сюжет
У обычной овечки Холли появляется клонированная копия — Долли. Как часто это бывает, научный эксперимент удался не совсем — Долли получилась похожей на Холли только внешне. А так — это совершенно непредсказуемое и безалаберное существо, которое попадает в различные смешные ситуации. А вытаскивать её из неприятностей приходится, конечно, благоразумной Холли.

## Главные герои

### Холли
Разумная, добрая и благоразумная овечка. Она часто вытаскивает Долли из ситуаций, в которые попадает.

### Долли
Клон Холли. Безалаберная, глупая овечка. Вечно попадает в глупые ситуации, из которых её вытаскивает Холли.

## Награды
- 2010 — 2-й Международный кинофестиваль в Макао — Диплом «Лучший фильм».